# Echinodiscus (animal)
Pour les articles homonymes, voir Echinodiscus.
Genre
Synonymes
- Tretodiscus (Pomel, 1883)
- Lobophora (L. Agassiz, 1841)
- Tetrodiscus (Lambert & Thiey, 1921)

Echinodiscus est un genre d'oursins plats de la famille des Astriclypeidae. Il vit dans les mers chaudes de la zone indopacifique. Il se caractérise par sa forme plate et deux ouvertures postérieures (lunules), qui rendent le genre facile à identifier.

## Description
- Le Test s'élargit vers l'arrière ; le bord est mince et tranchant. On compte 4 gonopores sur le dessus du disque central. Les contreforts internes sont denses, développés en treillis ou nid d'abeilles.
- Les pétales sont bien développés ; la paire postérieure est plus courte que les autres.
- Interambulacres et zones ambulacraires ont la même largeur à l’ambitus.
- Les ambulacres postérieurs présentent une longue fente (« lunule »).
- Le périprocte est situé sur la face orale (inférieure), à proximité de la marge postérieure. L’ouverture se fait au bord extérieur de la première paire post-basicoronale des plaques interambulacraires.
- Rainures d’alimentation bifurquent près du bord basicoronal ; elles sont très ramifiées distalement[1].

Taille : 10 cm environ.

## Habitat et répartition
Actuel dans la région Indopacifique. Ces oursins vivent à demi enfouis dans le sédiment, qu'ils filtrent pour se nourrir.

## Systématique
Le genre a été décrit par le naturaliste allemand Nathanael Gottfried Leske en 1778.

### Liste des espèces
D'après World Register of Marine Species (23 octobre 2017) :
- Echinodiscus andamanensis Stara & Sanciu, 2014 ; Actuel, mer d'Andaman
- Echinodiscus bisperforatus (Leske, 1778) ; Actuel, Indopacifique
- Echinodiscus truncatus L. Agassiz, 1841 ; Actuel, région de Singapour

Espèces éteintes :

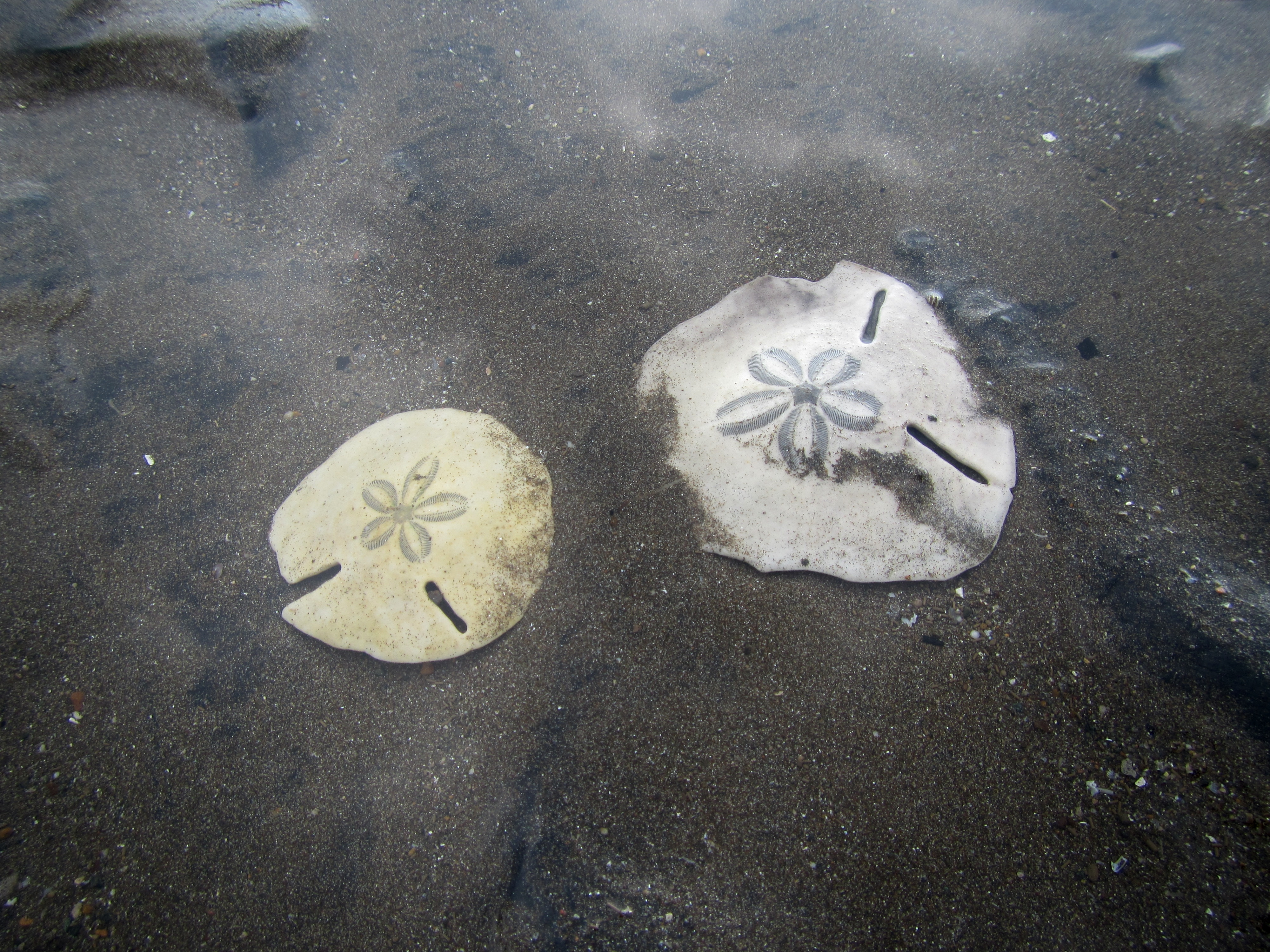
Echinodiscus bisperforatus sur la plage de Bambo Ouest, à Mayotte.

- Echinodiscus yeliuensis (Wang, 1982) ; Miocène, Taiwan
- Echinodiscus formosus (Yoshiwara, 1901) ; Eocène moyen, Taiwan
- Echinodiscus chikuzenensis (Nagao, 1928) ; Oligo-Miocène, Japon
- Echinodiscus transiens (Nisiyama, 1968) ; Oligo-Miocene, Japon.

Les espèces Echinodiscus auritus (Leske, 1778) (Indopacifique, lunules très étroites et ouvertes postérieurement) et Echinodiscus tenuissimus (L. Agassiz, 1847) (Indopacifique, lunules courtes et ovales) sont désormais transférées dans un autre genre, sous les noms Sculpsitechinus auritus et Sculpsitechinus tenuissimus.